# Joan Arbós Aleu
Joan Arbós Aleu (Reus, 11 de febrer de 1869 - Reus, 12 de gener de 1896) va ser un escriptor i periodista català.
El seu pare era un pagès de Pratdip que s'instal·là a Reus per casar-se. Joan Arbós, d'idees progressistes i federalistes, es va relacionar amb el Grup modernista de Reus, publicant a les revistes La Gent del Llamp, Reus Tranquil i Reus literari, vinculades a la Colla, i a d'altres on els modernistes reusencs també hi participaven, com L'Escut de Reus, o els periòdics federalistes La Autonomía i La República Federal; era amic de Cristóbal Litrán, director de La Autonomia, periòdic on defensà les idees republicanes federals. Publicà també a revistes teatrals barcelonines, com ara Lo Teatro Regional. Va morir de sobte.